# Senador Cortes (kommun)
Senador Cortes är en kommun i Brasilien.   Den ligger i delstaten Minas Gerais, i den sydöstra delen av landet, 800 km sydost om huvudstaden Brasília. Antalet invånare är 1 980.
Följande samhällen finns i Senador Cortes:
- Senador Cortes

Omgivningarna runt Senador Cortes är huvudsakligen savann. Runt Senador Cortes är det ganska tätbefolkat, med 90 invånare per kvadratkilometer.